# Jowczewci
Jowczewci (bułg. Йовчевци) – wieś w Bułgarii, w obwodzie Wielkie Tyrnowo, w gminie Wielkie Tyrnowo. W 2024 roku pozostał 1 człowiek.